# An Long, Kiềm Tây Nam
An Long (chữ Hán giản thể: 安龙县, bính âm: Ānlóng Xiàn, âm Hán Việt: An Long huyện) là một huyện thuộc Châu tự trị dân tộc Bố Y và dân tộc Miêu Kiềm Tây Nam, tỉnh Quý Châu, Cộng hòa Nhân dân Trung Hoa. Huyện này có diện tích 2238 ki-lô-mét vuông, dân số năm 2002 là 420.000 người. Mã số bưu chính là 562400, huyện lỵ đóng ở trấn Tân An. Huyện An Long được chia thành 11 trấn và 5 hương.
- Trấn: Tân An, Long Quảng, Đức Ngọa, Tân Kiều, Sái Vũ, Long Sơn, Phổ Bình, Qua Đường, Hưng Long, Mộc Cha và Vạn Phong Hồ.
- Hương: Tiếu Sơn, Hải Tử, Bình Nhạc, Tiền Tương và Pha Cước.